# Ochropleura gaedei
Ochropleura gaedei är en fjärilsart som beskrevs av Emilio Berio 1972. Ochropleura gaedei ingår i släktet Ochropleura och familjen nattflyn. Inga underarter finns listade i Catalogue of Life.